# ارین بروکوویچ
ارین بروکوویچ (انگلیسی: Erin Brockovich؛ زادهٔ ۲۲ ژوئن ۱۹۶۰) حقوقدان و فعال محیط زیست اهل ایالات متحده آمریکا است.
از فیلم‌ها یا برنامه‌های تلویزیونی که وی در آن نقش داشته‌است می‌توان به ارین براکویچ اشاره کرد.